# Monuments déclarés de Hong Kong
Les monuments déclarés de Hong Kong sont des lieux, des structures ou des bâtiments déclarés légalement comme bénéficiant du plus haut niveau de protection. À Hong Kong, déclarer un monument nécessite l'avis du conseil consultatif des antiquités, l'approbation du chef de l'exécutif ainsi que la publication de l'avis dans la Hong Kong Government Gazette.
En février 2013, il y avait 101 monuments déclarés, dont 57 appartenaient au gouvernement et les 44 autres à des organismes privés. Au 22 mai 2020, il y avait 126 monuments déclarés à Hong Kong, dont 53 sur l'île de Hong Kong, 51 dans les Nouveaux Territoires, 13 à Kowloon et 9 sur les îles éloignées. Selon l'ordonnance sur les antiquités et monuments, certains autres bâtiments sont classés comme bâtiments historiques de rang I, II et III, et ne sont pas énumérés ci-dessous..

## Déclaration comme monument et système de classement des bâtiments historiques
Il n'y a aucun lien direct entre les bâtiments classés et les monuments. En juillet 2007, 607 bâtiments avaient été classés (depuis 1980), 54 d'entre eux, dont cinq bâtiments de rang I, avaient été démolis. En août 2007, sur 151 bâtiments classés de rang I, seuls 28 bâtiments d'avant-guerre étaient déclarés monuments depuis 1980.
Le 26 novembre 2008, le conseil consultatif des antiquités annonce que la déclaration comme monument sera liée au classement des bâtiments historiques.

## Monuments proposés
L'autorité des antiquités (le secrétaire au développement (en)) peut déclarer un bâtiment exposé à un risque de démolition comme « monument proposé », lui assurant ainsi une protection immédiate contre la démolition. Une déclaration au statut de « proposé » est valable douze mois et peut être prolongée. Cependant, le propriétaire concerné peut s'opposer à ce statut ». Cinq bâtiments ont été déclarés « monuments proposés » de 1982 à 2012 : la Synagogue Ohel Leah (zh) (classée rang I en 1990), le centre Hoh Fuk Tong (en) (devenu déclaré en 2004), Jessville (en) (classé plus tard de rang III), King Yin Lei (devenu déclaré en 2004) et les jardins Ho Tung (en)  (démolis en 2013). Hung Lau (en) est déclaré « monument proposé » le 9 mars 2017, puis a conservé son statut de rang I.

## Monuments

### Île de Hong Kong
| #     | Nom                                                                  | Image | Date de déclaration | Localisation                  | Description                                                                                                   |
| ----- | -------------------------------------------------------------------- | ----- | ------------------- | ----------------------------- | --- |
| M0001 | Gravures rupestres (en) de Big Wave Bay                              |       | 13 octobre 1978     | Big Wave Bay (en)             | |
| M0008 | Escalier et lampes à gaz à Duddell Street                            |       | 31 août 1979        | Central                       | |
| M0015 | Temple de Tin Hau (en)                                               |       | 26 mars 1982        | Causeway Bay                  | |
| M0025 | Ancien commissariat de police de Stanley                             |       | 15 juin 1984        | Stanley                       | Maintenant utilisé comme supermarché ParknShop                                                                |
| M0026 | L'extérieur du Bâtiment de la Cour d'appel final                     |       | 15 juin 1984        | Central                       | Accueille le conseil législatif de Hong Kong de 1985 à 2011                                                   |
| M0027 | L'extérieur du bâtiment principal de l'université de Hong Kong       |       | 15 juin 1984        | Niveaux intermédiaires        | |
| M0028 | Gravures rupestres de Wong Chuk Hang                                 |       | 15 juin 1984        | Wong Chuk Hang (en)           | |
| M0036 | Maison Flagstaff                                                     |       | 14 septembre 1989   | Central                       | |
| M0037 | Ancienne mission française de Hong Kong                              |       | 14 septembre 1989   | Central                       | |
| M0038 | Maison hakka de Law Uk                                               |       | 10 novembre 1989    | Chai Wan (en)                 | |
| M0040 | Ancien bureau de poste de Wan Chai (en)                              |       | 18 mai 1990         | Wan Chai                      | Actuellement utilisé par le département de la protection de l'environnement (en)                              |
| M0041 | Ancien institut pathologique                                         |       | 29 juin 1990        | Niveaux intermédiaires        | |
| M0042 | Western Market (en)                                                  |       | 26 juin 1990        | Sheung Wan                    | |
| M0046 | Bâtiment principal du St. Stephen's Girls' College (en)              |       | 28 février 1992     | Niveaux intermédiaires        | |
| M0049 | Bâtiment principal du Helena May (en)                                |       | 8 octobre 1993      | Central                       | |
| M0052 | Pavillon de la porte (en) de l'ancien pavillon de la montagne (en)   |       | 31 mars 1995        | Pic Victoria                  | |
| M0053 | Commissariat de police de Central                                    |       | 8 septembre 1995    | Central                       | |
| M0054 | Ancienne magistrature de Central                                     |       | 8 septembre 1995    | Central                       | |
| M0055 | Prison Victoria                                                      |       | 8 septembre 1995    | Central                       | |
| M0056 | L'extérieur du hall de l'université de l'université de Hong Kong     |       | 15 septembre 1995   | Pok Fu Lam (zh)               | |
| M0057 | L'extérieur du bâtiment Hung Hing Ying de l'université de Hong Kong  |       | 15 septembre 1995   | Niveaux intermédiaires        | |
| M0058 | L'extérieur du bâtiment Tang Chi Ngong de l'université de Hong Kong  |       | 15 septembre 1995   | Niveaux intermédiaires        | |
| M0059 | Maison du gouvernement                                               |       | 29 septembre 1995   | Central                       | |
| M0060 | Cathédrale Saint-John de Hong Kong                                   |       | 5 janvier 1996      | Central                       | |
| M0070 | Blocs nord et ouest du St Joseph's College (en)                      |       | 18 août 2000        | Central                       | |
| M0080 | Phare du Cape D'Aguilar                                              |       | 3 mars 2006         | Shek O (en)                   | |
| M0085 | King Yin Lei                                                         |       | 11 juillet 2008     | Niveaux intermédiaires        | |
| M0086 | Phare de l'île verte (en)                                            |       | 7 novembre 2008     | Île verte (en)                | |
| M0087 | 6 structures historiques du réservoir de Pok Fu Lam (zh)             |       | 18 septembre 2009   | Pok Fu Lam (zh)               | |
| M0088 | 23 structures historiques des réservoirs de Tai Tam (en)             |       | 18 septembre 2009   | Parc national de Tai Tam (en) | |
| M0089 | 3 structures historiques du parc du réservoir de Wong Nai Chung (en) |       | 18 septembre 2009   | Happy Valley                  | |
| M0090 | 4 structures historiques des réservoirs d'Aberdeen (en)              |       | 18 septembre 2009   | Aberdeen                      | |
| M0096 | Complexe du temple Man Mo                                            |       | 12 novembre 2010    | Sheung Wan                    | |
| M0098 | Hall Kom Tong                                                        |       | 12 novembre 2010    | Niveaux intermédiaires        | |
| M0100 | L'école du St Stephen's College (zh)                                 |       | 2 décembre 2011     | Stanley                       | |
| M0101 | King's College                                                       |       | 2 décembre 2011     | Niveaux intermédiaires        | |
| M0102 | Cénotaphe de Hong Kong                                               |       | 22 novembre 2013    | Central                       | |
| M0103 | Béthanie                                                             |       | 22 novembre 2013    | Pok Fu Lam (zh)               | |
| M0106 | Temple de Lin Fa (en)                                                |       |                     | Causeway Bay                  | |
| M0107 | Temple de Hung Shing (en)                                            |       |                     | Ap Lei Chau                   | |
| M0110 | Mémorial de l'incendie de l'hippodrome (en)                          |       |                     | So Kon Po (en)                | Érigé en 1922 pour rendre hommage aux morts de l'incendie de l'hippodrome de Happy Valley du 26 février 1918. |
| M0111 | Façade de l'ancien hôpital psychiatrique                             |       |                     | Sai Ying Pun                  | |
| M0112 | Bloc 7 des anciennes casernes de Lei Yue Mun                         |       |                     | Chai Wan (en)                 | |
| M0113 | Bloc 10 des anciennes casernes de Lei Yue Mun                        |       |                     | Chai Wan (en)                 | |
| M0114 | Bloc 25 des anciennes casernes de Lei Yue Mun                        |       |                     | Chai Wan (en)                 | |
| M0115 | Tung Lin Kok Yuen (en)                                               |       |                     | Happy Valley                  | Couvent et établissement d'enseignement bouddhiste                                                            |
| M0118 | L'extérieur du bâtiment Fung Ping Shan de l'université de Hong Kong  |       |                     | Niveaux intermédiaires        | |
| M0119 | L'extérieur du hall Eliot de l'université de Hong Kong               |       |                     | Niveaux intermédiaires        | |
| M0120 | L'extérieur du hall May de l'université de Hong Kong                 |       |                     | Niveaux intermédiaires        | |
| M0121 | Sculpture sur roche du cap Collinson (en)                            |       |                     | Cap Collinson (en)            | |
| M0122 | Temple Wan Chai Pak Tai (zh)                                         |       |                     | Wan Chai                      | |
| M0124 | Le pont en maçonnerie du réservoir de Pok Fu Lam (zh)                |       | 22 mai 2020         | Pok Fu Lam (zh)               | |
| M0125 | Maison-cercueil de Tung Wah (en)                                     |       | 22 mai 2020         | Baie de Sandy (en)            | |

## Kowloon
| #     | Nom                                                         | Image | Date de déclaration | Localisation                                                         | Description |
| ----- | ----------------------------------------------------------- | ----- | ------------------- | -------------------------------------------------------------------- | --- |
| M0024 | Observatoire de Hong Kong                                   |       | 15 juin 1984        | Tsim Sha Tsui                                                        | Le monument déclaré dans l'enceinte de l'observatoire de Hong Kong est le bâtiment historique construit en 1883. |
| M0035 | Musée de la tombe han de Lei Cheng Uk                       |       | 18 novembre 1988    | Cheung Sha Wan (en)                                                  | |
| M0043 | Tour de l'horloge de l'ancienne gare de Kowloon-Canton      |       | 13 juillet 1990     | Tsim Sha Tsui                                                        | |
| M0045 | École britannique de Kowloon (en)                           |       | 19 juillet 1991     | Tsim Sha Tsui                                                        | Accueille aujourd'hui le bureau des antiquités et monuments et le conseil consultatif des antiquités             |
| M0051 | Complexe de l'ancien quartier général de la police maritime |       | 23 décembre 1994    | Tsim Sha Tsui                                                        | |
| M0062 | Ancien yamen de la citadelle de Kowloon                     |       | 4 octobre 1996      | Kowloon City                                                         | Aujourd'hui dans le parc de la citadelle de Kowloon                                                              |
| M0063 | Restes de la porte sud de la citadelle de Kowloon           |       | 4 octobre 1996      | Kowloon City                                                         | Aujourd'hui dans le parc de la citadelle de Kowloon                                                              |
| M0084 | École catholique de Maryknoll (en)                          |       | 16 mai 2008         | Kowloon Tong (en)                                                    | |
| M0095 | Musée Tung Wah (en)                                         |       | 12 novembre 2010    | Yau Ma Tei                                                           | |
| M0108 | Temple de Hau Wong                                          |       |                     | Kowloon City                                                         | |
| M0109 | La tour de signal                                           |       |                     | Jardin de la colline du signal à Blackhead Point (en), Tsim Sha Tsui | |
| M0116 | Église de l'Union de Kowloon (en)                           |       | 13 octobre 2017     | Jordan Road (en), Yau Ma Tei                                         | |
| M0126 | Temple de Tin Hau et bâtiments contigus (en)                |       | 22 mai 2020         | Yau Ma Tei                                                           | |

## Nouveaux Territoires
| #     | Nom                                                       | Image | Date de déclaration | Localisation                                                  | Description |
| ----- | --------------------------------------------------------- | ----- | ------------------- | ------------------------------------------------------------- | --- |
| M0002 | Gravures rupestres de Kau Sai Chau                        |       | 26 janvier 1979     | Sai Kung                                                      | |
| M0003 | Gravures rupestres de Tung Lung Chau (en)                 |       | 26 janvier 1979     | Sai Kung                                                      | |
| M0004 | Gravures rupestres de la baie de Joss House (en)          |       | 26 janvier 1979     | Sai Kung                                                      | |
| M0009 | Fort de Tung Lung                                         |       | 25 juillet 1980     | Tung Lung Chau (en)                                           | |
| M0010 | Musée de Sam Tung Uk                                      |       | 13 mars 1981        | Tsuen Wan                                                     | |
| M0012 | Ancien bureau du district nord (en)                       |       | 13 novembre 1981    | Tai Po (en)                                                   | Accueille aujourd'hui le siège social de la région est des Nouveaux Territoires de l'association scoute de Hong Kong (en) |
| M0013 | Musée folklorique de Sheung Yiu                           |       | 13 novembre 1981    | Sai Kung                                                      | |
| M0016 | Gravures rupestres de Lung Ha Wan                         |       | 4 mars 1983         | Sai Kung                                                      | |
| M0017 | Maison de l'île (en)                                      |       | 4 mars 1983         | Yuen Chau Tsai (en)                                           | |
| M0018 | Site du poste de douane chinois                           |       | 4 mars 1983         | Fat Tong Chau                                                 | |
| M0019 | Hall des ancêtres de Man Lun Fung                         |       | 4 mars 1983         | Fan Tin Tsuen (en), San Tin (en)                              | |
| M0020 | Vestiges de four à poterie                                |       | 15 avril 1983       | Village de Wun Yiu (en)                                       | |
| M0023 | Temple Man Mo                                             |       | 11 mai 1984         | Tai Po (en)                                                   | |
| M0029 | Ancienne gare du marché de Tai Po                         |       | 23 novembre 1984    | Tai Po (en)                                                   | |
| M0030 | Hall des ancêtres de Liu Man Shek Tong                    |       | 18 janvier 1985     | Sheung Shui Wai (en), Sheung Shui (en)                        | |
| M0031 | Ancienne maison du village de Hoi Pa (en)                 |       | 25 juillet 1986     | Tsuen Wan                                                     | |
| M0032 | Manoir de Tai Fu Tai (en)                                 |       | 10 juillet 1987     | San Tin (en)                                                  | |
| M0033 | Tour de la porte de Kun Lung (en)                         |       | 11 mars 1988        | Lung Yeuk Tau, Fanling                                        | |
| M0034 | Temple de Yeung Hau                                       |       | 18 novembre 1988    | Tung Tau Tsuen (en), Ha Tsuen (en)                            | |
| M0039 | Ancienne maison du village de Wong Uk                     |       | 22 décembre 1989    | Yuen Chau Kok (en), Sha Tin                                   | |
| M0044 | Salle d'étude de Kang Yung                                |       | 26 avril 1991       | Sheung Wo Hang (en), Sha Tau Kok (zh)                         | |
| M0047 | Salle d'étude de Yi Tai                                   |       | 26 juin 1991        | Shui Tau Tsuen (en), Kam Tin (en)                             | |
| M0048 | Murs fermés et tours de guet d'angle de Kun Lung Wai (en) |       | 8 avril 1993        | Lung Yeuk Tau, Fanling                                        | |
| M0050 | Tour d'entrée de Ma Wat Wai (en)                          |       | 25 novembre 1994    | Ma Wat Wai (en), Lung Yeuk Tau, Fanling                       | |
| M0061 | Temple I Shing (en)                                       |       | 14 juin 1996        | Tung Tau Wai (en), Wang Chau, Yuen Long                       | |
| M0064 | Tour d'entrée et murs d'enceinte de Lo Wai (en)           |       | 31 janvier 1997     | Lung Yeuk Tau, Fanling                                        | |
| M0065 | Hall des ancêtres de Tang Chung Ling (en)                 |       | 7 novembre 1997     | Lung Yeuk Tau, Fanling                                        | |
| M0066 | Monastère de Cheung Shan                                  |       | 31 décembre 1997    | Ping Che (en), Fanling                                        | |
| M0067 | King Law Ka Shuk (en)                                     |       | 21 juillet 1998     | Tai Po Tau (en), Tai Po                                       | |
| M0068 | Hall des ancêtres de Cheung                               |       | 30 décembre 1999    | Shan Ha Tsuen (en), Ping Shan (en), Yuen Long                 | |
| M0069 | Temple Fan Sin (en)                                       |       |                     | Village de Wun Yiu (en), Tai Po                               | |
| M0072 | Phare de Tang Lung Chau                                   |       |                     | Tang Lung Chau (en), Kap Shui Mun (en), Tsuen Wan             | |
| M0073 | Hall des ancêtres du clan Tang (en)                       |       | 14 décembre 2001    | Ping Shan (en), Sentier du patrimoine de Ping Shan, Yuen Long | |
| M0073 | Hall des ancêtres de Yu Kiu                               |       | 14 décembre 2001    | Ping Shan (en), Sentier du patrimoine de Ping Shan, Yuen Long | |
| M0075 | Pagode de Tsui Sing Lau                                   |       | 14 décembre 2001    | Ping Shan (en), Sentier du patrimoine de Ping Shan, Yuen Long | |
| M0076 | Temple Hung Shing (en)                                    |       | 15 novembre 2002    | Kau Sai Chau, Sai Kung                                        | |
| M0077 | Temple de Tin Hau                                         |       | 15 novembre 2002    | Lung Yeuk Tau, Fanling, North District                        | |
| M0078 | Hall des ancêtres de Hau Ku Shek                          |       | 15 novembre 2002    | Ho Sheung Heung (en), Sheung Shui (en), North District        | |
| M0079 | Bâtiment Morrison du centre Hoh Fuk Tong (en)             |       | 26 mars 2004        | 28 Castle Peak Road, San Hui (en), Tuen Mun, Tuen Mun         | |
| M0081 | Hall des ancêtres de Leung                                |       | 12 janvier 2007     | Yuen Kong Tsuen, Pat Heung (zh), Yuen Long                    | |
| M0082 | Salle d'étude de Chik Kwai                                |       | 29 juin 2007        | Sheung Tsuen (en), Pat Heung (zh), Yuen Long                  | |
| M0083 | Hall des ancêtres des Tang                                |       | 1er février 2008    | Ha Tsuen Shi (en), Ha Tsuen (en), Yuen Long                   | |
| M0091 | 5 structures historiques des réservoirs de Kowloon (en)   |       | 18 septembre 2009   | Golden Hill Road, Parc de campagne de Kam Shan (en), Sha Tin  | |
| M0092 | Stèle commémorative de réservoir de Shing Mun (en)        |       | 18 septembre 2009   | Kwai Tsing                                                    | |
| M0093 | Résidence de Ip Ting-sz                                   |       | 18 septembre 2009   | Lin Ma Hang (en), Sha Tau Kok (zh), North District            | |
| M0094 | Salle d'étude Yan Tun Kong                                |       | 18 septembre 2009   | Hang Tau Tsuen (en), Ping Shan (en), Yuen Long, Yuen Long     | |
| M0097 | Hall des ancêtres de Tang Kwong U                         |       | 18 septembre 2009   | 32 Shui Tau Tsuen (en), Kam Tin (en), Yuen Long               | |
| M0099 | Structure fortifiée au no 55 Ha Pak Nai, Yuen Long        |       | 18 septembre 2009   | 55 Pak Nai (en), Yuen Long                                    | |
| M0104 | Fat Tat Tong                                              |       | 18 septembre 2009   | 55 Ha Wo Hang (en), Sha Tau Kok (zh)                          | |
| M0105 | Salle communale de Tat Tak                                |       | 18 septembre 2009   | Nord-ouest de Sheung Cheung Wai (en), Ping Shan (en)          | Dans la zone couverte par le sentier du patrimoine de Ping Shan                                                           |
| M0105 | Hall des ancêtres de Hau Mei Fung                         |       |                     | Kam Tsin (en), Sheung Shui (en)                               | |

## Îles éloignées
| #     | Nom                               | Image | Date de déclaration | Localisation                 | Description                                                          |
| ----- | --------------------------------- | ----- | ------------------- | ---------------------------- | -------------------------------------------------------------------- |
| M0005 | Gravures rupestres de Shek Pik    |       | 27 avril 1979       | Shek Pik (en), île de Lantau | Supposées remonter à l'âge du bronze local, il y a environ 3000 ans. |
| M0006 | Gravures rupestres de Po Toi      |       | 27 avril 1979       | Po Toi                       |                                                                      |
| M0007 | Fort de Tung Chung                |       | 24 août 1979        | Tung Chung, île de Lantau    |                                                                      |
| M0011 | Fort de Fan Lau                   |       | 13 novembre 1981    | Fan Lau (en), île de Lantau  |                                                                      |
| M0014 | Gravures rupestres de Cheung Chau |       | 22 janvier 1982     | Île de Cheung Chau           |                                                                      |
| M0021 | Cercles de pierre (en)            |       | 15 avril 1983       | Fan Lau (en), île de Lantau  |                                                                      |
| M0022 | Batterie de Tung Chung            |       | 11 novembre 1983    | Tung Chung, île de Lantau    |                                                                      |
| M0071 | Phare de Waglan                   |       | 11 novembre 1983    | Île de Waglan (en)           |                                                                      |
| M0117 | Temple de Yeung Hau, Tai O        |       | 11 novembre 1983    | Tai O, île de Lantau         |                                                                      |